# Ramiro Suárez Corzo
Ramiro Suárez Corzo es un político colombiano. Fue alcalde de Cúcuta, Colombia, en el período 2004-2007, época de gran bonanza para la ciudad, donde se construyeron una serie de megaproyectos, 2 centros comerciales (Ventura Plaza y Unicentro Cúcuta), se amplió el Estadio General Santander y el Cúcuta Deportivo fue campeón.
En 2011, por sentencia del Juzgado Octavo Penal del Circuito Especializado de Bogotá, confirmada en segunda instancia por el Tribunal Superior de Bogotá que no fue casada por la Corte Suprema de Justicia, fue condenado a 27 años de prisión, como determinador del homicidio del abogado y veedor ciudadano Alfredo Enrique Flórez Ramírez, perpetrado por parte de paramilitares del bloque Catatumbo de las Autodefensas Unidas de Colombia (AUC) el 6 de octubre de 2003. https://www.elpais.com.co/colombia/ratifican-condena-e-inhabilidad-para-exalcalde-de-cucuta-ramiro-suarez.html. En 2021, la Jurisdicción Especial para la Paz - JEP rechazó su solicitud de sometimiento voluntario, por no contribuir a la verdad. https://www.jep.gov.co/Sala-de-Prensa/Paginas/Por-no-aportar-a-la-verdad,-la-JEP-rechaza-el-sometimiento-de-Ramiro-Su%C3%A1rez-Corzo,-exalcalde-de-C%C3%BAcuta.aspx

## Primeros años
Suárez Corzo nació en Enciso, Santander en el seno de una familia humilde. Trabajó desde muy temprana edad. A los 11 años se fue a Bogotá donde desempeñó varios oficios. A mediados de 1970 se trasladó a Cúcuta donde trabajó en construcción, vigilancia, como conductor de taxi y líder comunitario.
Más adelante trabajó como chofer del entonces congresista Mario Said Lamk Valencia, miembro del Movimiento de Salvación Nacional liderado por el líder conservador Álvaro Gómez Hurtado. Durante este tiempo (1982) se hizo amigo de Ángel Uriel García, entonces Secretario de Finanzas y Jorge García Herreros, exgobernador y uno de los líderes conservadores de la región. 
Para las elecciones de 2001, Suárez Corzo había incrementado su influencia política y poder, por lo que apoyó a Manuel Guillermo Mora en su candidatura para la alcaldía de Cúcuta, en la cual resultó ganador. En el año 2003 Suárez presentó su candidatura para la Alcaldía de Cúcuta y fue elegido democráticamente con 127.800 votos.

## Gestión en la alcaldía
Bajo su mandato se ejecutaron una serie de megaproyectos que consistieron en la construcción de 6 puentes elevados, así como la ampliación de la capacidad del Estadio General Santander de 20.050 a 46.519 espectadores. Igualmente se proyectaron aunque no se construyeron, un centro de convenciones y un terminal de transportes.

## Investigaciones judiciales
Suárez Corzo fue investigado por la Fiscalía General de la Nación por presuntos nexos con grupos armados ilegales de extrema derecha. Dos ex paramilitares del grupo desmovilizado conocido como Autodefensas Unidas de Colombia, acusaron al alcalde Suárez de ser el autor intelectual del asesinato de dos personas que eran sus rivales políticos.
El alcalde fue escuchado en indagatoria y capturado el 6 de septiembre de 2007 acusado del homicidio del exasesor de la Alcaldía Alfredo Enrique Flórez Ramírez, ocurrido el 6 de octubre de 2003 y continúan las investigaciones por la presunta participación de Suárez Corzo en el asesinato de José Uribe quien fuera asesor de la Gobernación de Norte de Santander. Cuando era arrestado, decenas de personas protestaron contra la medida, pues consideraban que era uno de los pocos alcaldes que había modernizado la ciudad.
En agosto de 2011 fue condenado a pagar 27 años de cárcel por el homicidio de Flórez Ramírez y actualmente está bajo arresto domiciliario. A pesar de su situación penitenciaria, la influencia de Ramiro Suárez es muy activa, desde su casa en Cúcuta mantiene reuniones vía Skype o Zoom para apoyar al candidato por la Alcaldía de Cúcuta 2023 Leonardo Jacóme y a William Villamizar por la gobernación de Norte de Santander.